# Lepczowie
Lepczowie, Lepcza (nazwa własna: Rong-pa) – grupa etniczna w Azji, jej pierwotną siedzibą są tereny indyjskiego stanu Sikkim, współcześnie Lepczowie zamieszkują także tereny zachodniego Bhutanu i wschodniego Nepalu, a także okolice Dardżylingu w Indiach. W latach 90. XX wieku ich liczebność wynosiła około 70 tys. osób .
Lepczowie wyznają buddyzm tybetański oraz wiarę w duchy, oddają także boską cześć górom. Ich tradycyjnym zajęciem jest tarasowa uprawa ryżu, kukurydzy, gryki, trzciny cukrowej oraz chów zwierząt. Niektóre grupy zajmują się myślistwem .
Lepczowie posługują się językiem lepcza z rodziny tybetańsko-birmańskiej, wielu przejęło jednak języki sąsiednich grup etnicznych .